# Old Station (Kalifornija)
Old Station je naseljeno područje za statističke svrhe u američkoj saveznoj državi Kalifornija. Prema popisu stanovništva iz 2010. u njemu je živjelo 51 stanovnika.